# Invasion Planet Earth – Sie kommen!
Invasion Planet Earth – Sie kommen! (Originaltitel Invasion Planet Earth) ist ein britisch-französischer Science-Fiction-Film aus dem Jahr 2019 von Simon Cox, der auch für das Verfassen des Drehbuches, die Produktion und den Filmschnitt verantwortlich war.

## Handlung
Im Vorspann ist Thomas Dunn als Kind zu sehen. Er spielt die Science-Fiction-Fernsehserie „Kaleidoscope Man“ nach und verspricht dabei, auch als Erwachsener die Erde zu verteidigen.
Nach dem traumatischen Unfalltod des Vaters in der Kindheit und später dem Tod seiner Tochter Rebecca hat Thomas seinen Lebensmut verloren. Er arbeitet als Arzt für Patienten mit verschiedenen psychischen Störungen. Als er ohne Rücksprache mit dem Vermieter den Gebäudekomplex renoviert, muss die Praxis geräumt werden und die Mitarbeiter werden entlassen und erhalten nur eine geringe Abfindung. Seine Frau Mandy berichtet ihm, dass sie schwanger ist, woraufhin Thomas endlich wieder etwas wie Freude empfindet.
Gerade als sein Leben wieder eine positive Wendung erfährt, attackieren scheinbar Aliens die Erde. Scheinbar werden ganze Städte bombardiert, nur ist kurze Zeit alles wieder beim Alten, als wäre ein Angriff niemals erfolgt. Seine Frau, die als Grundschullehrerin arbeitet, berichtet ebenfalls von solchen Ereignissen und dass die Kinder ähnliche Albträume in ihre Heftchen malen. Nach seiner letzten Sitzung verlässt Thomas mit den Patienten Harriet (die eine narzisstische Persönlichkeitsstörung hat), Floyd (der schizophren ist) und Samantha (die manisch-depressiv ist) das Gebäude. Plötzlich erscheint am Himmel ein Raumschiff, das mit Laserstrahlen auf sie schießt. Als die Patienten getroffen werden, sieht Thomas, dass es sich um einen Traktorstrahl handelt, der die getroffene Person auf das Schiff befördert. Nachdem auch Thomas vom Strahl erfasst wurde, findet er sich in einem mechanischen Kokon an Bord des Schiffes wieder.
In der Folge durchlebt er mehrere Albträume, in denen die anderen entführten Patienten vorkommen. Jeder durchlebt noch einmal einen persönlichen harten Schicksalsschlag und wird von seinen größten Ängsten heimgesucht. Später werden sie alle aus dem Raumschiff in ihren Kapseln ins Meer geworfen. Sie stranden an der zerklüfteten Küste auf einem unbekannten Planeten. Dort erfährt Thomas von den kollektiven Visionen. Die Patienten mutmaßen außerdem, dass sie geheilt wurden. Kurz nach dem Gespräch werden sie von einem kleineren Raumschiff attackiert, das Thomas aber mit einem gezielten Steinwurf vernichten kann.
Später erreichen sie eines der großen Raumschiffe und gehen wieder an Bord. Dort wird ihnen bewusst, dass auch die Geschehnisse auf dem Planeten nur eine Illusion waren und sie das Mutterschiff nie verlassen haben. Zudem erkennen sie, dass eine Gruppe von Terroristen entlang der San-Andreas-Verwerfung Atombomben gezündet hat und dies falsch interpretierende Regierungschefs nun gegenseitig Vergeltung üben. Das Raumschiff fliegt gen Erde, um weitere Menschen einzusammeln – eine Rettungsaktion, die von der Bevölkerung nicht als solche verstanden wird. Thomas bittet die Aliens, den Menschen, die sich verstecken, die Angst vor der Teleportation nehmen zu dürfen. In Form einer riesigen Himmelserscheinung spricht er schließlich zu ihnen. Dann erhält er per Handygespräch die Chance, Mandy darum zu bitten, auch an Bord zu gehen. Doch sie will ihrer verstorbenen Tochter Rebecca nah bleiben, indem sie am Grab verweilt. Kurz darauf zerreißen mächtige Explosionen die Landschaft.
Harriet, die sich seit ihrer seelischen Genesung als ein neuer Mensch fühlt, ist sich sicher, dass es sich nicht nur bloß um Aliens handelt, sondern um Engel. In der Schlussszene sieht man, dass auch Mandy an Bord der Aliens gebracht wurde und sich in einem der Kokons befindet.

## Produktion
Die Idee für den Film hatte Regisseur Cox bereits 1999. Vier Jahre später war das Drehbuch schließlich fertig, doch scheiterte der Film an der Finanzierung. Erst durch eine erfolgreiche Crowdfunding-Kampagne konnte der Film schließlich realisiert werden.
Beim Schauplatz der Vision, die in einer kargen Küstengegend spielt, handelt es sich um die Vulkaninsel Lanzarote.

## Rezeption
„Science-Fiction-Film nach einschlägigen Vorbildern, die durchaus mit Ambition, aber formal wenig gelungen variiert werden. Die Effekte sind durchwachsen, aber erfolgreicher als die philosophischen Fragen und inneren Konflikte, die durchweg oberflächlich bleiben.“

„Sieht aus wie der Pilot zu einer Billig-Sci-Fi-Serie.“

Im Audience Score auf Rotten Tomatoes hat der Film bei weniger als 50 Bewertungen eine Wertung von 29 %. In der Internet Movie Database hat der Film bei über 390 Stimmenabgaben eine Wertung von 3,2 von 10,0 möglichen Sternen.

## Fortsetzung
Im Mai 2021 wurde bekannt, dass Simon Cox ein Crowdfunding eingerichtet hat, um die Fortsetzung Of Infinite Worlds zu finanzieren.